# جون ويلكينسون (ممثلة)
جون ويلكينسون (بالإنجليزية: June Wilkinson) هي عارضة وممثلة بريطانية، ولدت في 27 مارس 1940 في المملكة المتحدة.

## وصلات خارجية
- جون ويلكينسون على موقع IMDb (الإنجليزية)
- جون ويلكينسون على موقع ألو سيني (الفرنسية)
- جون ويلكينسون على موقع ميوزك برينز (الإنجليزية)
- جون ويلكينسون على موقع أول موفي (الإنجليزية)
- جون ويلكينسون على موقع قاعدة بيانات برودواي على الإنترنت (الإنجليزية)
- جون ويلكينسون على موقع قاعدة بيانات الفيلم (الإنجليزية)
- جون ويلكينسون على موقع كينوبويسك (الروسية)